# (305953) Josiedubey
(305953) Josiedubey est un astéroïde de la ceinture principale.

## Description
(305953) Josiedubey est un astéroïde de la ceinture principale. Découvert le 20 avril 2009 à Mayhill par Norman Falla, il présente une orbite caractérisée par un demi-grand axe de 2,76 UA, une excentricité de 0,15 et une inclinaison de 12,8° par rapport à l'écliptique.

## Compléments